# Cantor (religie)
Een cantor (van het Latijn cantare = zingen) is een zanger, voorzanger of de leider van de zang in christelijke kerken.

## Rooms-Katholieke Kerk

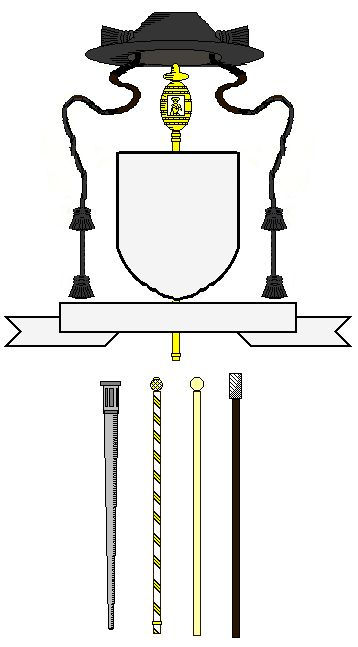
Wapen van een kanunnik en cantorstaven

In de vroeg-christelijke kerk was de cantor de zanger die de solistische gedeelten van het proprium voordroeg en de gezangen van het koor intoneerde. In de middeleeuwen ging deze naam over op de leider van het koor van een kathedraal of kapittelkerk (de schola cantorum). In deze hoedanigheid volgde hij binnen het kapittel in rang onmiddellijk op de proost en de deken.
In de huidige katholieke liturgiepraktijk is de voorzanger een man of vrouw die in vieringen waarin geen koor aanwezig is, de verzen van de psalm voorzingt en leiding geeft aan de zingende gemeenschap. Wanneer er wel door een koor gezongen wordt, kan er voor de psalm eveneens gekozen worden voor voorzang door een cantor (lid van het koor) of voor voorzang door (een gedeelte van) het koor. In veel gevallen zal de cantorrol echter worden vervuld door de dirigent of de dirigent-organist van het koor. Wanneer het koor op het oksaal zingt, meestal achter in de kerk, kan men ervoor kiezen dat de cantor de voorzang achter de ambo zingt.
Een rector cantus of een magister cantus (zowel voor priesters als leken) is een kerkmusicus die verantwoordelijk is voor de uitvoering van de liturgische muziek tijdens de vieringen in een kathedraal.
Het cantorschap vraagt gedegen scholing in zang, fonetiek en voordracht en mogelijk ook enige directie. De Nederlandse Sint-Gregoriusvereniging verzorgt in de diverse bisdommen van de Nederlandse kerkprovincie hiervoor geregeld cursussen.
In de kerkelijke heraldiek mag een cantor een cantorstaf achter zijn wapenschild plaatsen, omdat hij die staf ook in de kerk mag dragen. De aan de pluviale ontleende halfronde koorkap, ook wel cappa genaamd, is de gebruikelijke dracht van de cantor.

## Protestantisme
Ten tijde van de reformatie (16e eeuw) kreeg de cantor in Duitsland de algehele muzikale leiding in de Lutherse Kerk. Deze taak vervulden onder andere Georg Philipp Telemann (1681 - 1767) in Hamburg en Johann Sebastian Bach aan de Thomasschule en de Thomaskirche (Leipzig) van 1723 tot 1750.
Bach zag zijn rol als Thomascantor als liturgisch. Hij zag de cantor deel hebben aan de door de predikant geleide eredienst en wilde daarom passende kleding dragen.
Calvijn (1509 - 1564) legde grote nadruk op het eenstemmig door de gemeente laten zingen van vooral berijmde Psalmen. Voor de cantor als solist was hierbij geen plaats. In de beginfase was er in de eredienst in Genève wel plaats voor een zangmeester, voor het leren zingen van de nieuwe melodieën van het Geneefse psalter. Onder diens leiding mochten kinderen de nieuwe psalmen voorzingen aan de ouderen. Aangezien Calvijn het gebruik van het orgel in de kerkdienst afkeurde, maakten veel gemeenten gebruik van een voorzanger om te zorgen dat bij het zingen melodie en maat tot hun recht kwamen. Deze kreeg echter niet de naam cantor. Na de Tweede Wereldoorlog zijn in de Nederlandse Hervormde en Evangelisch-Lutherse Kerken weer zangkoren voor de begeleiding van de eredienst opgericht die onder leiding van een cantor staan. Vaak dragen deze ook de naam cantorij.

## Studentenverenigingen
Ook in studentenverenigingen is er een persoon die de functie van cantor op zich neemt. Hij/zij zit naast de praeses van de club en zet de liedjes in. In Leuven komt het bij de hogeschoolkringen van de KHL en bij EDUCATA ook voor dat de cantor de cantus voorzit in plaats van de praeses. Binnen het Gentse studentenleven is dit ook het geval voor de Faculteitskringen die onder het FaculteitenKonvent vallen.
Het Seniorenkonvent Ghendt, dat een meer studentikoze traditie heeft, biedt ondersteuning aan de cantores van de lidclubs. Zo worden er cantoravonden en open zangavonden georganiseerd, die als doel hebben de algemene liederenkennis en cantusgebruiken op peil te houden. Ze worden voorgezeten door de cantor van het SK, ook wel Cantor Cantorum genoemd.